# Járai Máté
Járai Máté (Budapest, 1978. október 15. –) Jászai Mari-díjas magyar színész, Maár Gyula Kossuth-díjas rendező unokája, Illés Béla Kossuth-díjas író dédunokája. Járai Alfréd színész fia.

## Élete
Édesanyja Maár Katalin, Maár Gyula idősebbik lánya. Dédapja Illés Béla Kossuth-díjas író. Középiskolai tanulmányait 1993 és 1997 között az Ady Endre Gimnáziumban végezte, itt is érettségizett. Ezt követően 1997-től 2000-ig a Vasutas Zeneiskola Musical szakán tanult, Toldy Mária tanítványa volt. 1998-1999-ben a Veszprémi Petőfi Színháznál játszott, majd 2005 és 2010 között a Szegedi Nemzeti Színház művésze volt, 2010-2021 között a Győri Nemzeti Színház tagja volt. 2021-től a kecskeméti Katona József Színház színésze.
2020. decemberétől 2023. februárjáig az RTL Klub reggeli műsorának, a Reggelinek a műsorvezetője volt. 

### Magánélete
Egy húga van, Emma. Felesége Járai Kíra szinkronrendező. 2022. március 11-én Hajdú Péter műsorában coming outolt biszexuálisként.

## Fontosabb szerepei

### Kecskeméti Katona József Színház
- Julius Brammer - Kálmán Imre - Alfred Grünwald: A cirkuszhercegnő - Slukk Tóni
- Tony Hilton - Ray Cooney: 1x3 néha 4 - Billy Hickory Wood
- Jean de Létrazː Tombol az erény - Leonard
- Ray Cooneyː A miniszter félrelép - George Pidgen, Richard Willey titkára
- Lehár Ferenc: Luxemburg grófja - Sir Basil, a McDonald-szigetek kormányzójasznőmburg grófja
- Ray Cooney - John Chapman: Ne most, drágám! - Arnold Crouch
- Bolba - Szente - Galambos: Meseautó - Halmos Aladár
- Agatha Christie: Az Ackroyd-gyilkosság - Hercule Poirot a belga detektív
- Claude Magnier: Oscar - Bertrand Barnier, szappangyáros
- Henry Lewis - Jonathan Sayer - Henry Shields: Ma este megbukunk - Márk ő játssza Cecil Havershamet és Arthurt

### Budapest
- Ruzante: A csapodár madárka[7] – Menato
- Várkonyi – Miklós: Sztárcsinálók - Zodius
- Calderon: A világ nagy színháza - A Szegény
- Kocsák – Miklós: Nana - Francis, Falois, Jack
- Defoe: Moll Flanders - Biggins, Becsület úr
- Shakespeare: Hamlet-Rosencrantz
- Lewis Caroll: Alice Csodaországban – Nyuszi úr
- Ionesco: Különóra-Tanár

### Szegedi Nemzeti Színház
- Offenbach: Orfeusz az alvilágban - Merkúr
- Hoffmann – Szilágyi: A Diótörő - Diótörő, Máté
- Eisemann Mihály: Fekete Péter - Pierre Lenoir
- Oscar Wilde: Bunbury - Lady Bracknell
- Shakespeare: Lear király - Oswald
- Dés-Geszti: Dzsungel könyve - Ká
- Molnár Ferenc: Játék a kastélyban - Ádám Albert
- Anthony Burgess: Mechanikus narancs - Alex
- Janik László – Mátyássy Szabolcs: Szindbád - Abu, Nevető király

### Győri Nemzeti Színház
- Jeffrey Lane – David Yasbek: A riviéra vadorzói - Freddy Benson
- Carlo Goldoni: Chioggiai csetepaté - Toffolo
- John Steinbeck: Egerek és emberek - George
- Carlo Goldoni: Két úr szolgája - Truffaldino
- Georges Feydeau: Bolha a fülbe - Victor Emmanuel Chandebise / Poche
- Egressy Zoltán: Édes életek - Dávid, Luca kamaszkori szerelme
- Presser Gábor - Sztevanovity Dusán - Horváth Péter: A padlás - Lámpás, a törpe, zsörtölődő szellem
- Bolba Tamás-Szente Vajk-Galambos Attila: Csoportterápia - Sziszi
- Bakonyi Károly-Szirmai Albert-Gábor Andor: Mágnás Miska - Mixi gróf
- Beaumarchais: Figaro házassága - Figaro
- Gogol: A revizor - Hlesztakov
- Ludwig: Primadonnák - Jack Gable
- Rodgers-Hammerstein: A muzsika hangja - Max Detweiler
- Osztrovszkij: Farkasok és bárányok - Apollon Viktorics Murzaveckij
- Egressy Zoltán: Édes életek - Dávid
- Ábrahám - Löhner-Beda - Grünwald: Bál a Savoyban - Musztafa bey
- Martin McDonagh: A kripli - Billy
- Tasnádi István: Finito - Pál, médiaszemélyiség
- Victor Hugo: A nevető ember - Gwynplaine
- Fenyő-Tasnádi: Aranycsapat - Stopli
- Neil Simon: Pletyka - Lenny Ganz
- Pörtner: Hajmeresztő - Tony Whitcomb, a Hajmeresztő szalon tulajdonosa
- Barabás-Gádor-Kerekes-Darvas: Állami Áruház - Klimkó/Dániel
- Tolcsvay-Müller-Müller: Mária evangéliuma - Heródes
- Bulgakov: Molière - Jean-Jaques Bouton
- Larson: Rent - Angel Dumott Schunard
- Dobozy-Korognai: A tizedes meg a többiek - SS hadnagy
- Kander-Ebb-Masteroff: Kabaré – Konferanszié

## Filmes és sorozat szerepei
- Marsra magyar! (2023) ...Tünde Andor
- Csoportterápia (2022) ...Sziszi
- El a kezekkel a Papámtól! (2021) ...Hudák
- Pesti balhé (2020) ...Leonyid
- 200 első randi (2018–2019) ...Tolnai Bence
- Egynyári kaland (2018) ...Norbert
- A mi kis falunk (2017–2018) ...Hivatalnok/Államtitkár
- Munkaügyek (2016) ...szóvivő
- Tömény történelem (2016–2017)
- Fapad (2014–2015) ...Rakonczay Rajmund
- Hacktion: Újratöltve (2013) ...Újságíró

## Televíziós műsorok
- Nyerő páros - szereplő (2020)
- Reggeli (televíziós műsor) - műsorvezető (2020–2023)
- Survivor - szereplő (2021)
- Álarcos énekes - vendégnyomozó (2021)
- Frizbi - szereplő (2021)
- Összezárva Hajdú Péterrel - szereplő (2022)
- A Konyhafőnök VIP - versenyző (2022)
- Kalandra fal! - versenyző (2024)
- Fort Boyard – Az erőd - versenyző (2024)

## Díjak, kitüntetések
- Diákszínjátszó Fesztivál: Legjobb férfi főszereplő (Különóra - Tanár) (1997)
- Dömötör-díj: Legjobb férfi főszereplő (Mechanikus narancs - Alex) (2005)
- Szegedi Tudományegyetem közönségdíj (2005, 2008)
- Dömötör-díj: Legjobb férfi mellékszereplő (Dzsungel könyve - Ká) (2006)
- Dömötör-díj: Legjobb férfi mellékszereplő (Bunbury - Lady Bracknell) (2008)
- Dömötör-díj: Legjobb férfi főszereplő (Fekete Péter - Pierre Lenoir) (2008)
- Kisfaludy-díj (2011)
- Jászai Mari-díj (2014)
- Kardirex díj (2015)

## CD-k
- 2000 Godspell
- 2002 La Mancha Lovagja
- 2003 Nana
- 2004 Kováts Kriszta – Kováts műhely
- 2004 Utazás
- 2006 Mechanikus narancs